# Green Party of England and Wales
De Green Party of England and Wales (GPEW) (Welsh: Plaid Werdd Cymru a Lloegr) is de voornaamste groene politieke partij in Engeland en Wales. De partij is met één zetel vertegenwoordigd in het Lagerhuis, heeft een life peer die zitting heeft in het Hogerhuis en leden werden verkozen voor het Europees Parlement, de London Assembly en in plaatselijke besturen.
De partij is aangesloten bij de Global Greens en de Europese Groene Partij. De Green Party of England and Wales onderhoudt ook goede relaties met de Scottish Green Party en de Green Party of Northern Ireland.

## Geschiedenis

### PEOPLE, 1973-1975
Een interview met Paul Ralph Ehrlich, expert op het vlak van overbevolking, in Playboy Magazine inspireerde Tony Whittacker, een ex-lid van de Conservative Party en activist uit Coventry, de Club of Thirteen bijeen te roepen met zijn vrouw Lesley en anderen. Hoewel velen van de Club op hun hoede waren voor de oprichting van een politieke partij, werd er in Coventry in de loop van 1973 een van de eerste groene partijen van de wereld gevormd onder de naam PEOPLE. De eerste editie van de Manifesto for a Sustainable Society gold als beleidsverklaring en was geïnspireerd door Blueprint for Survival (uitgegeven door het Britse tijdschrift The Ecologist). De hoofdredacteur van The Ecologist, Edward Goldsmith, deed zijn Movement for Survival samensmelten met PEOPLE. Goldsmith werd de leider van de nieuwe partij in de jaren zeventig.
Derek Wall, politicus en lid van de partij, beweert in zijn geschiedenis van de Green Party dat de nieuwe politieke beweging zich aanvankelijk concentreerde op het thema overleving dat de bleak evolution van de opkomende partij vorm gaf tijdens de jaren zeventig. Bovendien zou het effect van de revolutie qua waarden en normen tijdens de jaren zestig pas later een invloed uitoefenen op de partij. Volgens Walls visie leed de partij aan een gebrek aan media-aandacht. Het verzet van vele milieubeschermers dat een tegenstelling vormde met de ondervindingen van andere opkomende groene partijen, zoals de in Duitsland Die Grünen, zou volgens Derek Wall ook roet in het eten hebben gegooid. PEOPLE investeerde niettemin veel van haar middelen in verbintenissen met de onverschillige milieubescherming. Die zet noemde Wall een tactical mistake.
Het ledental van de partij steeg niettemin en de partij voerde verkiezingsstrijd voor de parlementsverkiezingen in 1974. PEOPLE haalde 4.576 stemmen. Na de verkiezingen bewandelde een instroom van linkse kiezers een meer uitgesproken linkse koers. Die evolutie veroorzaakte een zekere breuk in de partij. De Whittackers en veel stichtende leden verlieten de partij na verdere interne debatten. Voordat zij inactief werd, stelde Lesley Whittacker nog voor om de naam van de partij te veranderen in de Ecology Party om meer herkenning te verwerven als bewogen partij op vlak van milieu.

### The Ecology Party, 1975-1985
De partij veranderde haar naam in de Ecology Party in 1975. De partij dreigde echter ineen te storten. De gemeenteraadsverkiezingen van 1976 en 1977 zouden echter het wel en wee van de partij verbeteren. De partij verkreeg drie raadsleden.
Op het partijcongres in 1977 in Birmingham, werden de eerste partijstatuten geratificeerd. Jonathon Porritt werd er ook gekozen voor het Ecology Party National Executive Committee (NEC). Porritt zou de belangrijkste publieksfiguur van de partij worden. Hij zou samenwerken met David Fleming om 'de partij een aantrekkelijk imago en een doeltreffende organisatie te bezorgen'.
Met Porritt die steeds meer op de voorgrond kwam en een verkiezingsmanifest genaamd The Real Alternative schoof de Ecology Party 53 kandidaten naar voren voor de parlementsverkiezingen van 1979. Dat aantal gaf hen het recht op verkiezinguitzendingen op radio en televisie. Hoewel velen de tactiek als een gok beschouwden werkte het plan: de partij kreeg 39.918 stemmen (een gemiddelde van 1,5%) en haar ledental vermenigvuldigde van 500 naar 5.000 en meer. Die score betekende, zoals Derek Wall opmerkt, dat de Ecology Party de vierde partij van de politiek in het Verenigd Koninkrijk werd, voor de the National Front en Socialist Unity.
Na dit electorale succes voerde de partij een jaarlijks lentecongres in om de herfstcongressen te vergezellen. Er ontstond ook geleidelijk een omvangrijk beleidsdocument dat zijn toppunt bereikte in het Manifesto for a Sustainable Society van vandaag (dat ongeveer 124.520 woorden bevat). Volgens Derek Wall begon op datzelfde moment de Post-1968 generation zich aan te sluiten bij de partij. Die generatie werd sterker binnen de partij, wat er toe leidde dat het partijcongres de leiding van de partij haar macht ontnam en de verkiezing van een enkele leider afwees. De nieuwe generatie was zichtbaar aanwezig op de eerste Summer Green Gathering in juli 1980. Ze hield acties zoals de Ecology Party Campaign for Nuclear Disarmament (later Green CND) en de Greenham Common Campaign, genoemd naar een vliegkamp in Berkshire. De partij werd ook meer en meer feministisch.
Door de recessie werden groene kwesties genegeerd. Roy Jenkins verliet de Labour Party om de Social Democratic Party op te richten. Mede doordat de Ecology Party niet in staat was om het snelstijgende ledental op te nemen, waren de vroege jaren tachtig een bijzonder lastige periode voor de partij. De partij bereidde zicht echter goed voor op de parlementsverkiezingen van 1983, aangespoord door het succes van Die Grünen in Duitsland. Bij de verkiezingen van 1983 had ze meer dan 100 kandidaten en behaalde de partij 54.299 stemmen.

### Green Party (UK), 1985-1990s
De partij werd officieel de Green Party op het partijcongres in Dover in 1985 nadat John Abineri, voorheen een acteur in de BBC serie Survivors, had voorgesteld de groene kleur aan de naam toe te voegen om gelijk te richten met andere milieupartijen in Europa.
In 1986 ontstond er een nieuw intern meningsverschil in de partij. Een groepering die zichzelf de Party Organisation Working Group (POWG) noemde, stelde amendementen van de partijstatuten voor, om een gestroomlijnde structuur in twee lagen te maken om de interne werking van de partij te regelen. Decentralisten stemden de voorstellen weg. Paul Ekins en Jonathan Tyler, prominente partijactivisten en leidende leden van de POWG, vormden hierop een groep van semi-bekeerlingen genaamd Maingreen. De persoonlijke commentaren suggereerden voor velen, toen ze uitlekten, dat de leden van Maingreen de leiding en controle over de partij in handen wilden nemen. Tyler en Ekins namen hun ontslag en verlieten de partij. Derek Wall beschrijft hoe de wonden die de Maingreen Affair achterliet voort kwijnden in verhitte interne debatten in de late jaren tachtig.
Ondertussen kreeg de partij meer electorale invloed. Bij de parlementsverkiezingen van 1987 versierden de 133 groene die kandidaat waren voor een zetel 87.753 stemmen (gemiddeld 1,3%), een verbetering ten opzichte van 1983. De partij kreeg de twee daarop volgende jaren een stijgend ledental en toenemende media-aandacht. De ontwikkelingen vielen samen met de groeiende bezorgdheid over het milieu die volgde na de kernramp van Tsjernobyl in 1986 en bezorgdheid over halogeenalkanen.
De partij genoot van nog meer succes. De 'Campaign for Real Democracy' die de partij lanceerde, maakte het mogelijk om een rol te spelen in de campagne tegen de poll tax. Het grootste succes van de partij ooit kwam er in 1989 bij de Europese Parlementsverkiezingen. De Green Party haalde 2.292.695 stemmen en ontving 15% van het totaal aantal stemmen. De Europese Verkiezingen in Groot-Brittannië werden gehouden volgens het meerderheidsstelsel. Terwijl de partij drie zetels kreeg in Noord-Ierland door enkelvoudige overdraagbare stem, haalde ze in Groot-Brittannië geen enkele zetel. Volgens Derek Wall zou de partij 12 zetels hebben gehaald als de partij aan de verkiezingen had deelgenomen in een ander Europees land, waar evenredige vertegenwoordiging als kiessysteem gold. Wall schreef deze doorbraak toe aan een combinatie van de afnemende populariteit van Margaret Thatcher, de reactie tegen de poll tax, het verzet van de Conservative Party tegen de Europese Unie, ondoeltreffende campagnes van de Labour Party en de Liberal Democrats en een goed voorbereide campagne van de eigen partij. Het feit dat milieukwesties op dat moment zeer prominent aanwezig waren in het politieke reilen en zeilen van het Verenigd Koninkrijk kan aan die lijst worden toegevoegd. Nooit tevoren en nadien hebben groene kwesties de kiezers van het Verenigd Koninkrijk zo beziggehouden als verkiezingsbeslissing.
Als resultaat van het succes van de partij traden Sara Parkin en David Icke meer op de voorgrond in de media van het Verenigd Koninkrijk. Vooral Parkin was in trek als groene woordvoerster. De partij als een geheel kon echter slecht overweg met de nieuwe media-aandacht. In de aanloop naar het partijcongres van 1989 stuitte de partij op heel wat kritiek omdat ze bevolkingsverminderingen bepleitte, voorstellen die daarna werden verworpen. De voornaamste politieke partijen waren echter verontrust door de electorale prestatie van de groene partij en namen groene beleidsplannen over om de bedreiging een tegenstoot toe te dienen.

### Green Party of England and Wales, 1990-1997
In de jaren negentig besloten de Schotse en Noord-Ierse vleugels van de Green Party in het Verenigd Koninkrijk om vriendschappelijk te splitsen van de partij in Engeland en Wales. Ze vormden de Scottish Green Party en de Green Party in Northern Ireland. De Wales Green Party werd een autonome partij en bleef binnen de nieuwe Green Party of England and Wales.
In 1991 bezorgde partijwoordvoerder en TV sportverslaggever David Icke de partij flinke schaamte wanneer hij zijn extreem spirituele overtuigingen openbaarde. Hij verkondigde dat hij zichzelf als een zoon van God beschouwde, dat Brittannië door apocalyptische aardbevingen en vloedgolven zou worden getroffen en dat de armageddon naderde. Hij zou vervolgens worden gedwongen de partij te verlaten.
De interne verdeeldheid over de koers van de partij in de vroege jaren negentig betekende ook dat de Green Party niet meer in de publiciteit kwam en faalde haar electorale drijfkracht te behouden. In 1991 werden pogingen voorgesteld om de partijstatuten glad te doen verlopen door een groep die Green 2000 heette. Het doel van deze groep was de partij te moderniseren en te veranderen in een electorale strijdkracht die in staat was om tegen het jaar 2000 de leidende partij in het Verenigd Koninkrijk te worden. Nadat de partijstatuten van Green 2000 waren goedgekeurd, kwam er een nieuw bestuur dat zich bezighield met de dagelijkse karweien van de partij. Veel leden van Green 2000 werden verkozen in 1991 voor het nieuwe bestuur maar tegen 1992 bleven er nog maar twee over. Anderen namen ontslag of werden teruggeroepen en verplicht op te stappen. Deze twisten over de partijstatuten en de negatieve verklaringen van zowel Green 2000 als decentralisten die een campagne voerde voor terugtrekking, belemmerden de prestaties van de partij voor de parlementsverkiezingen van 1992 aanzienlijk. De 253 groene kandidaten voor die verkiezingen kregen slechts 1,3% van de stemmen. Parkin en Porritt zegden hun actieve inzet voor de partij op waardoor de Green Party van haar twee meest charismatische en ambitieuze persoonlijkheden werd beroofd.
Na 1992 waren de groenen relatief vrij van partijtwisten. Toch waren de vroege en midden jaren negentig een moeilijke periode voor de partij. De tegenslagen waren toe te schrijven aan het Britse meerderheidsstelsel, de recessie van 1992 en 1993 en de druk die werd veroorzaakt door de stijgende populariteit van New Labour. Toch verwierf de partij een handvol gemeenteraadsleden in Stroud en Oxford.

### 1997-heden
De uitverkiezing van Labour in 1997 creëerde paradoxaal genoeg nieuwe kansen voor de Green Party. Nieuwe democratische instellingen werden gecreëerd die electorale kansen boden voor de groenen, zoals de London Assembly en de Welsh Assembly (en voor de onafhankelijke Scottish Green Party, het Schotse Parlement) die allemaal een zekere vorm van evenredige vertegenwoordiging gebruiken waardoor kleinere partijen de kans krijgen om vertegenwoordiging te behalen. Labour veranderde het kiessysteem voor de Europese Parlementsverkiezingen ook in evenredige vertegenwoordiging.
Samen met graduele winsten op gemeentelijk niveau, begon de partij stilletjes aan haar succes uit te bouwen.
Bij de Europese Verkiezingen van 1999 werden twee groenen verkozen tot Europarlementariër, Caroline Lucas (voor de kieskring South East England) en Jean Lambert (voor Londen). Zij behielden hun zetels bij de Europese Verkiezingen in 2004, ondanks een vermindering in het aantal te verdelen zetels. In totaal behaalde de partij 1.033.093 stemmen bij de Europese Verkiezingen van 2004.
De groenen slaagden er echter niet in door te breken in andere kieskringen voor de Europese Verkiezingen. De partij is evenmin vertegenwoordigd in de Welsh Assembly. Drie groenen werden verkozen voor de allereerste London Assembly. De partij heeft er momenteel twee partijgenoten, Councillor Darren Johnson AM en Councillor Jenny Jones AM, van in totaal 25 vertegenwoordigers.
De Green Party haalde haar beste score ooit bij nationale parlementsverkiezingen tijdens de parlementsverkiezingen van 2005 met een totaal van 281.780 stemmen. Tijdens die verkiezingen ontving Councillor Keith Taylor 22% van de stemmen in het kiesdistrict Brighton Pavilion.
De partij heeft 110 lokale raadsleden, wat een winst betekent van 20 raadsleden en geen verliezen tijden de lokale verkiezingen van 2006 en een winst van 17 raadsleden tijdens de lokale verkiezingen van 2007. De groenen zijn gewichtig vertegenwoordigd in de stadsraad van Brighton and Hove, de raad van City of Lancaster, Norwich, Lewisham, de stadsraad van Oxford, de County Council van Oxfordshire, de raad van Kirklees en de districtsraad van Stroud. De Green Party maakt deel uit van de bestuurscoalitie die de controle heeft in City of Lancaster samen met de Liberal Democrats en Labour. In de raad van Castle Morpeth regeert de partij als onderdeel van een bestuur waarin alle partijen zijn betrokken.
De Green Party of England and Wales had een (niet-verkozen) lid in het Hogerhuis, Baron Beaumont of Whitley, die overleed in 2008.
Bij de verkiezingen van 2010 wist de Green Party voor het eerst een zetel te behalen in het Lagerhuis: Partijleider Caroline Lucas wist de zetel voor Brighton Pavilion op Labour te veroveren. Zij gaf haar zetel in het Europees Parlement op om in het Lagerhuis plaats te nemen.
Volgens onderzoeksbureau MORI worden groene thema’s even belangrijk geschat als tijdens het laatste hoge punt dat de Green Party behaalde in de late jaren tachtig van de twintigste eeuw. De partij heeft een recordaantal lokale kandidaten en electorale steun.

## Beleid
De Green Party werd opgericht om wat zij ziet als bedreigingen voor het milieu tegen te gaan en de blijft het belangrijkste brandpunt van de partij. Net als andere partijen maakt de Green Party een manifest voor iedere verkiezing maar ze behoudt ook een lange termijn strategie die bekendstaat als de Manifesto for a Sustainable Society. Dit document bevat de basisfilosofie en een uiteenzetting van de kernwaarden van de Green Party en ook haar beleid ten aanzien van tal van thema’s. Het document is ongeveer 124.520 woorden lang. Toch hebben niet veel mensen het document gelezen en bevat het veel beleidsideeën die veel radicaler zijn dan wat andere partijen in Brittannië opperen.

### Dierenwelzijn, landbouw en voedsel
De Green Party verzet zich tegen alle dierenproeven en gelooft er in ze te kunnen vervangen door alternatieven waarbij geen dieren zijn betrokken. Ze wil een einde maken aan de bio-industrie.
De partij streeft er ook naar volgende gebruiken en zaken te verbieden:
- De export van levende dieren
- Genetische manipulatie
- Het patent nemen op dieren
- Jacht als sport of vermaak
- De in Engeland nog steeds bestaande illegale sport waarbij dassen weerloos worden overgeleverd aan honden, badger-baiting
- Dieren in circussen
- Bontproducten[9]

De partij moedigt de subsidiëring van biologische landbouw en scharrelpluimveehouderij aan en wil geleidelijk een einde maken aan intensieve landbouw, inclusief fish farms. De Green Party is tegen de productie en import van genetisch gemanipuleerd voedsel. De groenen verkiezen eerlijke handel boven vrijhandel. The Party moedigt een vermindering van de vleesconsumptie aan en promoot gezondere en humaner eten.

### Klimaatverandering
De Green Party heeft een plan met twaalf punten om de klimaatverandering tegen te gaan. De partij steunt de ratificering van het Kyoto-protocol maar ziet dit verdrag slechts als een eerste stap. De groenen zijn sterke voorstanders van het Contraction and Convergence model, een model dat gebruikt wordt als systeem om koolstofemissies te verminderen. Binnen Brittannië moedigt de partij emissiehandel aan. Een deel van de quota’s zou worden verdeeld per persoon. De rest zou worden verkocht aan bedrijven en organisaties. The quota’s zouden ieder jaar worden verlaagd, overeenkomend met het Contraction and Convergence model.
De partij stelt als doel de emissies van koolstofdioxide tegen 2050 met 90% te verminderen. Ze gelooft in het schrappen van het nationale plan voor de aanleg van wegen en wenst de inkomsten daarvan te investeren in groen transport. De partij wil een einde maken aan het belastingsvoordeel voor de luchtvaart en ze wil de Air Traffic Emissions Reduction Bill aannemen die er op is gericht de CO2 uitstoot in de luchtvaart met 50% te verminderen tegen 2050. De partij is strikt tegen kernenergie omdat zij vindt dat kernenergie te duur is, te veel veiligheidsrisico’s met zich meebrengt en te veel koolstofdioxide gebruikt in het extractie en productieproces en daarom een verkeerd antwoord is tegen klimaatverandering.

### Drugs
De Green Party stelt in eigen woorden vast dat het drugsverbod niet werkt. De partij steunt de legalisering van het bezit, de verkoop en het verbouwen van Cannabis. Bovendien wil de partij het kleinschalige bezit van recreatieve drugs (bijvoorbeeld XTC) uit de criminele sfeer halen. Ze wil langzamerhand alle recreatieve drugs legaliseren. De partij hoopt op die manier de controle over de drugshandel uit criminele handen te nemen en ze in een gereglementeerde en wettelijk gecontroleerde omgeving te plaatsen. De partij beheert een Green Party Drugs Group Website om het onderzoek naar afkickmethodes en het veilig gebruik van recreatieve drugs te steunen. Bovendien wil ze reclame en sponsorschap verbieden door bedrijven die alcohol of tabak op de markt brengen.

### Economie
De Green Party of England and Wales beschouwt, zoals vele groene partijen, de economische groei niet als enige of beste indicator van vooruitgang. De partij gelooft dat eindeloze groei onverenigbaar is met een planeet met eindige hulpbronnen. Ze keert zich tegen massaconsumptie en destructieve leefstijlen die alleen op consumptie zijn gericht. De partij hoopt een economie aan te moedigen waarvan de fundamenten bestaan uit duurzame ontwikkeling en producten die voor een lange termijn bruikbaar zijn.
De partij steunt de lokalisering van de economie op grond van bezorgdheid over het milieu, de sociale rechtvaardigheid en democratie. Die economische visie wordt nauwkeurig omschreven in Green Alternatives to Globalisation: A Manifesto, een boek van Caroline Lucas (Europarlementariër) en de overleden Mike Woodin, twee voormalige Principal Speakers van de partij. De lokalisering van de economie houdt voor de partij ook in dat lokale bedrijven worden geholpen door subsidies en importtarieven. De partij is ook de mening toegedaan dat informele economieën in plaatselijke streken moeten worden aangemoedigd.
De Green Party tracht de Poverty Trap aan te pakken door een Citizen’s Income (ook bekend als Citizen’s Dividend en gelijkend op het basisinkomen) in te voeren. Het Citizen’s Income zou een onvoorwaardelijk, wekelijks loon zijn, onafhankelijk van het inkomen en voor iedere staatsburger, werkend of niet. Dit loon zou andere uitkeringen zoals de uitkering voor werkzoekenden maar evengoed de persoonlijke vrijstelling van belasting vervangen. De partij hoopt dat het systeem zou waarborgen dat mensen werk kunnen aannemen en bevrijd raken van uitkeringen zonder in de Poverty Trap te vallen. De partij denkt ook dat een Citizen’s Income zelfstandig worden of parttime werken gemakkelijker zou maken door de Poverty Trap uit te schakelen. Clive Lord, een lid van de Green Party of England and Wales, publiceerde A Citizen’s Income, een boek dat beschrijft hoe het Citizen’s Income zou worden gefinancierd met een toename van inkomstenbelastingen van de hoogste belastbare inkomens. Lord suggereert dat het Citizen’s Income een middel is om welvaart tot stand te brengen in een economie zonder economische groei.
Wat belasting betreft, is de partij voorstander van een verhoging van het hoogste inkomstenbelastingtarief opdat het systeem zou leiden tot meer herverdeling. De partij is ook gunstig gestemd voor een progressiever systeem van vennootschapsbelasting om kleine bedrijven aan te moedigen boven grote ondernemingen. De partij steunt ook milieuheffingen op verpakking en koolstofemissies, in alle opzichten van het principe de vervuiler betaalt. Verder wil de Green Party de rechten van vakbonden uitbreiden en de spoorwegen en andere openbare nutsbedrijven opnieuw nationaliseren.

### Europa
De partij is gematigd eurosceptisch en steunt het Europese lidmaatschap van het Verenigd Koninkrijk behoudens democratische hervorming. Ze is een tegenstander van de euro om democratische redenen en haar streven naar economische lokalisering. De partij was ook tegen de Europese Grondwet voor gelijkaardige redenen. De Green Party wil de NAVO ontbinden en vervangen door een goed geëquipeerde OVSE.

### Bestuur
De Green Party wil het actuele overheidssysteem in Engeland en Wales moderniseren en decentraliseren. De partij vindt dat er geen plaats is voor de monarchie in de Britse grondwet en ze wil het Hogerhuis vervangen door een verkozen tweede kamer. De Green Party voert campagne om evenredige vertegenwoordiging (vooral het Additional Member System dat wordt gebruikt bij de verkiezingen van de Welsh Assembly en het Schotse Parlement) bij de parlementsverkiezingen in te voeren en ze wil de kiesleeftijd verlagen naar 16 jaar.
De partij legt een sterke klemtoon op burgerlijke vrijheden en is tegen het inleveren van die vrijheden in het kader van veiligheidsdebatten. Ze verzet zich tegen de invoering van nationale identiteitskaarten en de antiterreurwetgeving van New Labour. De Green Party is sterk gekant tegen maatregelen zoals de Legislative and Regulatory Reform Act.

### Internationale kwesties
De Green Party wil meer fondsen voorzien voor de Verenigde Naties. Ze wil de internationale organisatie hervormen door het vetorecht af te schaffen en de VN Veiligheidsraad te democratiseren. Ze wil ook wapenexporten en omhulsels van verarmd uranium verbieden.
De partij verzette zich tegen de Irakoorlog, zowel voor, tijdens als na de invasie. Ze beweerde dit principieel te doen en bekritiseerde de Liberal Democrats omdat ze zich alleen hadden verzet tegen de oorlog omdat er geen tweede VN resolutie werd verkregen. De partij werd op haar beurt gehekeld omdat ze of probeerde een vals onderscheid te maken in beleid omwille van electorale doelen of het aannemen van een positie die in wezen van pacifistische aard is. Vroeger had de partij zich verzet tegen de Kosovo-oorlog, een uitzonderlijke houding in Groot-Brittannië. Hoewel de partij de zelfbeschikking van de Albanese Kosovaren steunde, gaf ze geen steun voor de onafhankelijkheid van Kosovo en deelde mee dat de media de misdaden van het Kosovo Bevrijdingsleger verwaarloosden.
De Green Party steunt het recht op asiel en tracht de negatieve oordelen en stereotypen waarmee vluchtelingen worden geassocieerd te veranderen. De partij concentreert zich op de redenen van immigratie en streeft ernaar om problemen veroorzaakt door oorlog, wapenhandel, milieuverwoesting, acties uit het koloniale verleden en schendingen van mensenrechten te verzachten.

## Organisatie
De Green Party komt samen op de halfjaarlijkse partijcongressen (het Lentecongres en het Herfstcongres) om te stemmen over beleidskwesties en de organisatie van de partij. De partij is gebonden aan de statuten die alleen kunnen worden aangepast bij stemming van een tweederdemeerderheid. Beleidsmoties hebben slechts een gewone meerderheid (meer dan 50 procent) nodig.

### Leiderschap en Principal Speakers
De Green Party heeft er in het verleden bewust voor gekozen om geen leider te hebben omwille van ideologische redenen. Haar organisatie zorgde voor twee Principal Speakers, een mannelijke en vrouwelijke Principal Speaker, die zitting hebben in het partijbestuur (GPEx, Green Party of England and Wales Executive) maar er niet kunnen stemmen. In 2007 werd een partijreferendum gehouden over de vraag of er een Leader en Deputy Leader moest worden benoemd. Als kandidaten ervoor zouden kiezen samen te dingen naar de functie en van een verschillend geslacht zijn, zouden ze ook als Co-Leaders kandidaat kunnen zijn, zonder Deputy Leader dan. Die leiders zouden iedere twee jaar (in plaats van jaarlijks) worden verkozen en zouden wel kunnen stemmen in de GPEx. De vraag kreeg van 73% van de leden die deelnamen aan het referendum een positief antwoord.
De huidige Principal Speakers zijn Europarlementariër Caroline Lucas (die Siân Berry opvolgde in oktober 2007) en Derek Wall die Keith Taylor, een raadslid in Brighton and Hove, opvolgde in november 2006 (Taylor was verkozen in 2004 na het overlijden van Mike Woodin). Zij houden zitting als Principal Speakers tot in de herfst van 2008 de nieuwe Leader en Deputy Leader (of Co-Leaders) worden verkozen.

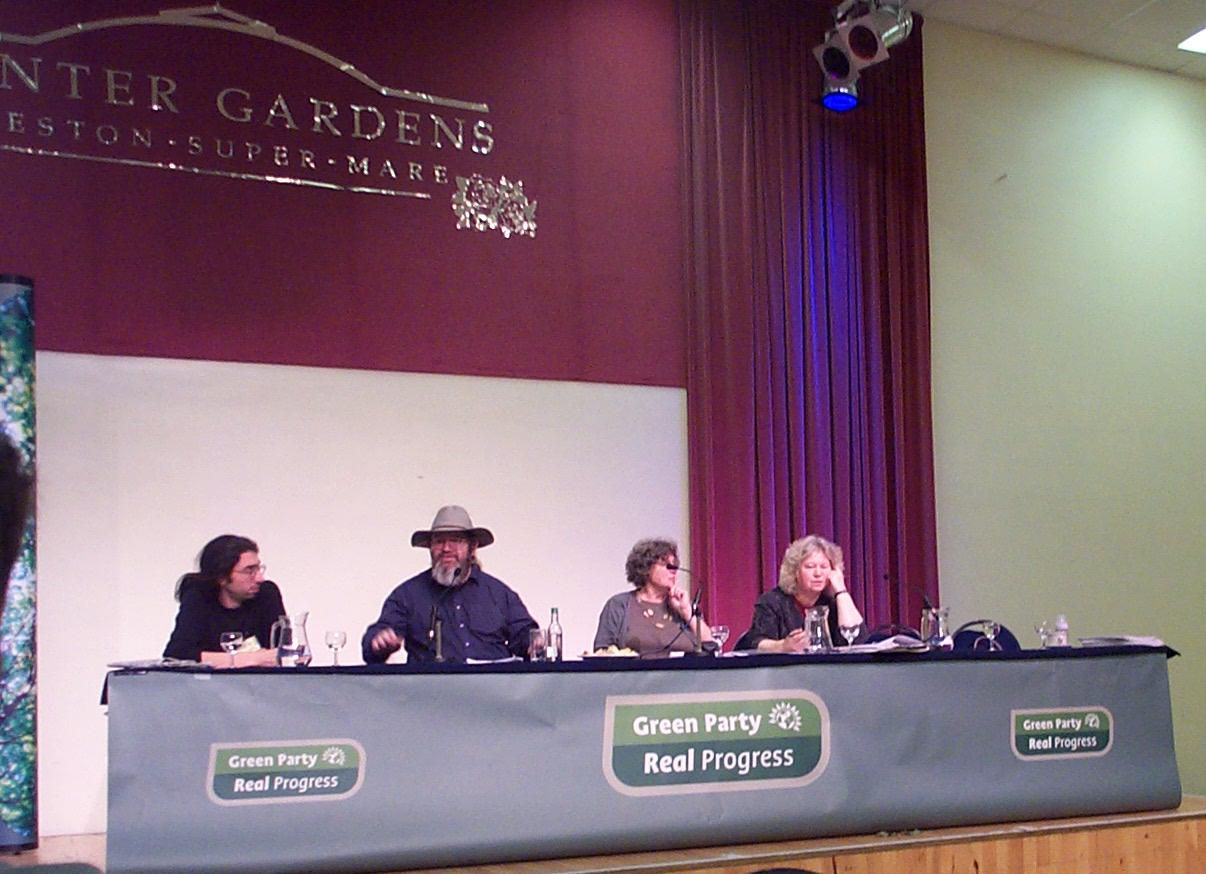
Congres van de Green Party in 2004

### Partijbestuur
Het nationale bestuur van de Green Party (GPEx) bevat volgende posten:
| Green Party of England and Wales Executive (GPEx) |                                             |
| Voorzitter                                        | Cllr. Richard Mallender                     |
| Campagne-coördinator                              | Jonathan Essex                              |
| Verkiezingscoördinator                            | Sarah Birch                                 |
| Stafmedewerker externe communicatie               | Jim Killock                                 |
| Financieel coördinator                            | Khalid Hussenbux                            |
| Interne communicatie                              | Natalie Bennett                             |
| Internationale coördinator                        | Joseph Healy                                |
| Local Party Support coördinator                   | Jon Lucas                                   |
| Managementcoördinator                             | Pete McAskie and Tony Cooper (as job share) |
| Beleidsontwikkelingcoördinator                    | Brian Heatley                               |
| Coördinator van de publicaties                    | Chris Haine                                 |
| Principal Speaker (Vrouw)                         | Caroline Lucas                              |
| Principal Speaker (Man)                           | Derek Wall                                  |

Voor de registratie bij de Electoral Commission (de Britse kiescommissie) duidt de partij de voorzitter aan als de leider. Momenteel is dit Councillor Richard Mallender, ook raadslid in Rushcliffe (Nottinghamshire).
Er wordt jaarlijks gestemd over wie welke post in het partijbestuur mag bekleden door een stemming via de post waaraan alle leden van de partij deelnemen of door stemming op het partijcongres (afhankelijk van het aantal kandidaten). Om lid te worden van het partijbestuur, moet de kandidaat minstens twee jaar lid zijn van de partij (of als de kandidaat een volledig jaar lid is geweest, voorafgaand aan de datum waarop de voordrachten worden afgesloten, wordt zijn/haar voordracht toegestaan als die voordracht wordt gesteund door een meerderheid van de leden van de Green Party Regional Council (GPRC) die aanwezig zijn op een officiële GPRC bijeenkomst die een quorum heeft.
De leden van het partijbestuur van de Green Party zijn persoonlijk verantwoordelijk voor ieder handelend optreden binnen de verantwoordelijken van hun werkterrein (uitgezonderd de beslissingen die gemeenschappelijk worden genomen in het partijbestuur zelf). De vrouwelijke en mannelijke Principal Speakers zijn leden van het partijbestuur die niet stemmen. De Green Party of England and Wales Executive komt minstens een keer om de zes weken samen en telkens wanneer een bijeenkomst nodig wordt geacht.
Het partijbestuur heeft de macht om comités en posten te scheppen die ze noodzakelijk acht voor het efficiënt leiden van haar werk. Ze benoemt een groep van sprekers als woordvoerders voor bepaalde beleidsdomeinen. Het partijbestuur benoemt eveneens een penningmeester en de National Election Agent. De Green Party of England and Wales Executive is verantwoordelijk voor de uitvoering van de beslissingen die op de congressen worden genomen. Ze beheert ook de uitgaven en is verantwoordelijk voor de fondswerving.
Vanaf de herfst van 2008 zullen de leden van de Green Party een coördinator voor gelijkheid en diversiteit verkiezen.

### Regional Council
De Green Party Regional Council (GPRC) is een lichaam dat de besprekingen tussen de Regional Green Parties coördineert. Ze ondersteunt het partijbestuur en is verantwoordelijk voor tussentijdse beleidsverklaringen tussen de congressen. Deze groep van mensen dient ook anderen te dwingen de procedures van de statuten na te leven.
Iedere Regional Green Party kiest twee leden om naar de GPRC te sturen door middel van stemming via de post. Deze gedelegeerden zijn er voor twee jaar voordat ze worden herverkozen. De GPRC komt minstens vier keer per jaar samen. De Council kiest mannelijke en vrouwelijke co-voorzitters en een secretaris. Leden van het partijbestuur zijn vaak verplicht de GPRC te rapporteren over hun verantwoordelijkheidsdomein. De GPRC kan ook ieder lid van het partijbestuur terugroepen (door een stemming met een tweederdemeerderheid). Het bestuurslid wordt in dat geval geschorst totdat er een herverkiezing voor zijn/haar post wordt georganiseerd. Indien het partijbestuur een van haar leden schorst, heeft de GPRC eveneens de autoriteit om te beslissen of dat lid in zijn/haar ambt dient te worden hersteld of niet (opnieuw, door een stemming met een tweederdemeerderheid).

### Congressen
De Green Party of England and Wales organiseert ieder jaar een lentecongres en herfstcongres. Congressen worden onder meer geregeld door de statuten en reglementen van orde. Het herfstcongres is het opperforum van de partij waar het partijbestuur, de comités en andere lichamen worden verkozen. Op het congres dat doorgaat in de lente worden alleen verkiezingen gehouden voor vacante betrekkingen. De prioriteiten van het lentecongres worden ook vaak beslist op het herfstcongres dat er aan voorafgaat. Het lentecongres en herfstcongres hebben wel formeel dezelfde macht op stemmingen over het beleid en de organisatie van de partij. De congressen zelf worden georganiseerd door een speciale commissie die daarmee is belast maar de Standing Order Committee (SOC) is verantwoordelijk voor het interpreteren van de partijstatuten en voor de regeling van de werkzaamheden.
De Green Party Conference wordt gekenmerkt door gesprekken en plenaire bijeenkomsten. De agenda van de plenaire bijeenkomsten omvat doorgaans:
- Deel A – Verslagen van verschillende groepen, waaronder de Standing Order Committee, het partijbestuur, GPRC en andere.
- Deel B - Policy Voting Papers (een motie, hetzij voorgelegd door een lid of gekozen door de beleidscommissie, die een paragraaf van het Manifesto for a Sustainable Society (MfSS) onderwerpt aan revisie en amendementen , waarover dan wordt gestemd)
- Deel C - Policy Motions (moties van leden van verschillende paragrafen van het MfSS, maar ook die paragrafen die beleidsstandpunten uitdrukken zonder het MfSS te wijzigen en Enabling Motions die het proces van beleidsvorming in een precies vermeld beleidsdomein in gang zetten)
- Deel D - Organisational Motions (moties van de leden die de statuten amenderen)

De manier waarop een beleid wordt gemaakt in de Green Party of England and Wales is een lang proces dat gepaard gaat met raadpleging van verschillende groepen en individuen. De partij heeft folders en boeken uitgegeven over hoe het eigenlijk wijzigen van het beleid.

### Statuten
De partijstatuten van de Green Party of England and Wales regelen alle activiteiten van de partij, zoals de selectie en verkiezing van kandidaten door lokale partijen, de kandidaatstelling voor het Hogerhuis, het optreden van het partijbestuur, et cetera. De partijstatuten leggen de nadruk op openheid, verantwoordelijkheid en vertrouwelijkheid in de richtlijnen van de besluitvorming. De partijstatuten kunnen enkel worden gewijzigd door een meerderheid van twee derde op een congres of door een meerderheid van twee derde bij een geheime stemming bij de leden.

### Status van de Wales Green Party
In tegenstelling met andere regionale partijen binnen de Green Party is de Wales Green Party (WGP) (Plaid Werdd Cymru in het Welsh) een 'semi-autonome regionale partij' binnen de GPEW. De WGP heeft een grotere controle over haar financiën en maakt haar eigen partijprogramma en nieuwsbrieven. Leden van de Wales Green Party zijn automatisch ook leden van de Green Party of England and Wales. In tegenstelling tot de moederpartij kiest de Wales Green Party (en de North West region of England) een Principal Speaker die naar zichzelf mag verwijzen als de 'leider' van de Wales Green Party. Nochtans heeft deze Principal Speaker net zoals in de Green Party niet de macht van een leider.

### Young Greens
De jongerenvleugel van de Green Party, de Young Greens (of England and Wales) hebben zich onafhankelijk ontwikkeld vanaf ongeveer 2002. De Young Greens hebben hun eigen statuten, National Committee, campagnes en bijeenkomsten. De jongerengroep heeft zich ontwikkeld tot een groep van actieve aanwezigen op de partijcongressen en de verkiezingscampagnes van de Green Party. Momenteel zijn er veel Young Greens groepen op de campussen van universiteiten en hogescholen in het Verenigd Koninkrijk. Verscheiden raadsleden van de Green Party zijn Young Greens. Sommige jonge groenen zijn ook lid van het partijbestuur en andere interne partijorganen.

### Groepen binnen de partij
Verscheidene groepen zijn actief binnen de partij. Deze omvatten groepen die bestemd zijn om bepaalde beleidsdomeinen aan te pakken of bepaalde maatschappelijke groepen te vertegenwoordigen. Een Lesbian, Gay, Bisexual and Transgender (LGTB) Group, een Trade Union Group en een Drugs Group (over drugsbeleid en onderzoek) bestaan onder meer binnen de groene partij. De groepering van centristen, bekend onder de naam Green 2000, die beoogde van de Green Party een regeringspartij te maken in het jaar 2000 viel uiteen in de vroege jaren negentig. Green Left vertegenwoordigt antikapitalisten en eco-socialisten die zich willen verbinden met de bredere linkse stroom in het Verenigd Koninkrijk. Green Left tracht ook linkse activisten aan te trekken voor de Green Party.